# Andrena daphanea
Andrena daphanea är en biart som beskrevs av Warncke 1974. Andrena daphanea ingår i släktet sandbin, och familjen grävbin. Inga underarter finns listade i Catalogue of Life.